# Église de Karijoki
L’église de Karijoki (en finnois : Karijoen kirkko) est une église en bois située à Karijoki en Finlande.

## Histoire
Elle est conçue par Salomon Köykkä et construite en 1812.
Elle peut accueillir 500 fidèles.
Les orgues pneumatiques à 18 jeux sont fournies en 1960 par la fabrique d'orgues de Kangasala.
Le retable est peint en 1954 par Kaarlo Lamminheimo.
La chaire est du menuisier Mikael Sundstedt.